# 犬のためのぶよぶよとした前奏曲
『犬のためのぶよぶよとした前奏曲』（いぬのためのぶよぶよとしたぜんそうきょく、フランス語: Préludes flasques (pour un chien)）はエリック・サティのピアノ独奏曲。1912年に作曲された。

## 概要
奇妙な題名を好むサティの作品の中でも、特に奇抜なタイトルを冠している。「ぶよぶよした」ではなく「無気力な」という訳を使うほうがよいのではないか、という小林康夫の説や、「だらだらした」と訳した高橋悠治のような例もある。
サティの研究家で愛好者だった秋山邦晴は、この奇妙な題は、ドビュッシーの亜流の印象派風作品に対する皮肉、あるいは題名によって作品を判断しようとする人々に仕掛けた『罠』なのかもしれない、と言っているが、サティの真意はよくわからない。また、ジャン・ロアは、ショパンの『子犬のワルツ』と何らかの関連があるのではないか、と言っているがこれも推測の域を出ない。実際の楽曲はタイトルとは異なり引き締まった筆致で書かれている。
一般的にはこの作品の評価ははかばかしくなく、スコラ・カントルム時代の習作の延長上にある作品かエスキースということが言われている。作曲したもののサティは曲の出来に不満足で、改作か破棄したいと漏らしていたが、結局どちらも実行されなかった。

## 曲の構成
全体は次の4曲からなる。
- 第1曲「内奥の声」(フランス語: Voix d'intérieur)

「真面目に、しかし涙なしに」と指示されたコラール。3つのコラールから構成され、長調から短調へと頻繁に転調するため、アルカイックな感じを与える。
- 第2曲「犬儒派的牧歌」(フランス語: Idylle canine)

「深い愛情を込めて」と記された2声のインヴェンション。
- 第3曲「犬の歌」(フランス語: Chanson canine)

「静かに、手間取らずに」と記されている。スコラ・カントルム入学以前の、モザイク様式・反復といった特徴が再び顔を出している曲。
- 第4曲「友情をもって」(フランス語: Avec camaraderie)

唯一何の指示もない、三部形式の小曲。厳格なソナタ形式という理解もある。

## 作曲時期
1912年7月11日から31日にかけて作曲された。ただし、第4曲には日付が自筆譜に書かれていない。

## 出版
サティはデュラン社の社長のところにこの楽譜を持って行ったが、同社に出版を拒否された。この後、サティは8月に別の作品を書いて『犬のためのぶよぶよとした本当の前奏曲』と題して、再びデュラン社を訪問することになる。
デュラン社から出版を断られた後、サティの生前には出版はかなわず、曲の完成から55年経った1967年になってようやくMax Eschig社から出版された。日本では、全音楽譜出版社から出版された『エリック・サティ ピアノ全集』第5巻 (1986年刊、ISBN 4111779859) や『サティ ピアノ作品集』第2巻 (ISBN 978-4-11-160242-1) の中に収録されている。

### 注
1. ↑  サティが持ち込んだという出版社はデュラン社である、ということが一般的に言われているが、資料によっては別の会社になっているものもある。P.D.-タンブリエによると、サティが持ち込んだのはデュラン社ではなくデュメ書店であるという[4]。タンブリエによれば、この頃サティの『ジムノペディ』が突然人気になり、それが理由になって同書店がサティに新作を依頼したのが発端だった[4]。楽譜の出版と対価の50フランに気を良くしたサティは、『犬のためのぶよぶよした前奏曲』を持ってデュメ書店に持って行ったが出版を拒否された[4]。